# Governo Kishida I
Il Governo Kishida I è stato il 100º governo del Giappone, in carica dal 4 ottobre al 10 novembre 2021 (sebbene dimissionario dal 31 ottobre), con a capo il primo ministro Fumio Kishida. 
Il governo era supportato dalla stessa coalizione tra il Partito Liberal Democratico e Kōmeitō che aveva precedentemente supportato i governi: Abe II, III, IV e Suga. 
Poco prima delle successive elezioni generali, il governo si è ufficialmente dimesso, per poi tuttavia essere riconfermato con un'ampia maggioranza confluita in quello successivo.

## Situazione parlamentare
| Camera                    | Collocazione | Partiti                                                                       | Seggi     |
| ------------------------- | ------------ | ----------------------------------------------------------------------------- | --------- |
| Camera dei Rappresentanti | Maggioranza  | LDP (284), Kōmeitō (29)                                                       | 313 / 465 |
| Camera dei Rappresentanti | Opposizione  | PCD (55), KNT (50), JCP (12), NINK (11), PDP (11), PSD (2), Indipendenti (22) | 152 / 465 |

## Elenco dei ministri

### Legenda
|   | Partito Liberal Democratico (PLD)      |
|   | Kōmeitō (K)                            |
| R | Membro della Camera dei rappresentanti |
| C | Membro della Camera dei consiglieri    |

### Gabinetto

#### Ministri
| Dicastero | Titolare | Titolare | Titolare                                         | Titolare |
| --- | -------- | -------- | ------------------------------------------------ | -------- |
| Primo ministro |          |          | Fumio Kishida                                    | R        |
| Affari interni e comunicazioni |          |          | Yasushi Kaneko                                   | R        |
| Giustizia |          |          | Yoshihisa Furukawa                               | R        |
| Affari esteri |          |          | Toshimitsu Motegi (fino al 4 novembre 2021)      | R        |
| Affari esteri |          |          | Fumio Kishida (ad interim) (dal 4 novembre 2021) | R        |
| Finanze Ministro di Stato per i servizi finanziari; Ministro incaricato del superamento della deflazione |          |          | Shun'ichi Suzuki                                 | R        |
| Istruzione, cultura, sport, scienza e tecnologia Ministro incaricato della riforma dell'istruzione |          |          | Shinsuke Suematsu                                | C        |
| Agricoltura, foreste e pesca |          |          | Genjirō Kaneko                                   | C        |
| Salute, lavoro e politiche sociali Ministro incaricato della riforma dello stile di lavoro |          |          | Shigeyuki Goto                                   | R        |
| Economia, commercio e industria Ministro incaricato della competitività industriale; Ministro della cooperazione economica con la Russia; Ministro incaricato della risposta all'impatto economico causato dall'incidente nucleare; Ministro di Stato per la compensazione dei danni nucleari e per la facilitazione dello smantellamento delle centrali                                             |          |          | Kōichi Hagiuda                                   | R        |
| Territorio, infrastrutture, trasporti e turismo Ministro incaricato della politica sul ciclo dell'acqua |          |          | Tetsuo Saito                                     | R        |
| Ambiente Ministro di Stato per la preparazione alle emergenze nucleari |          |          | Tsuyoshi Yamaguchi                               | R        |
| Difesa |          |          | Nobuo Kishi                                      | R        |
| Capo segretario di gabinetto Ministro per la mitigazione dell'impatto delle forze statunitensi a Okinawa; Ministro responsabile della “questione dei rapimenti” |          |          | Hirokazu Matsuno                                 | R        |
| Trasformazione digitale Ministro per la riforma amministrativa; Ministro di Stato per la riforma della regolamentazione |          |          | Karen Makishima                                  | R        |
| Ricostruzione Ministro incaricato del coordinamento delle politiche globali per la ripresa dall'incidente nucleare di Fukushima; Ministro di Stato per Okinawa e per gli affari dei territori settentrionali |          |          | Kosaburo Nishime                                 | R        |
| Direttore della commissione nazionale per la pubblica sicurezza Ministro incaricato della costruzione della resilienza nazionale; Ministro incaricato delle questioni territoriali; Ministro di Stato per la gestione dei disastri e la politica oceanica; Ministro incaricato della riforma del servizio civile                                                                                     |          |          | Satoshi Ninoyu                                   | C        |
| Rivitalizzazione regionale Ministro incaricato per le politiche riguardo ai bambini; Ministro per il superamento del declino demografico; Ministro di Stato per le misure contro la diminuzione del tasso di natalità; Ministro di Stato per l’uguaglianza di genere; Ministro incaricato per l’emancipazione femminile; Ministro incaricato per le misure contro la solitudine e l’isolamento       |          |          | Seiko Noda                                       | R        |
| Rivitalizzazione economica Ministro incaricato per il “nuovo capitalismo”; Ministro incaricato per le misure contro la nuova malattia da coronavirus e per la gestione delle crisi sanitarie; Ministro incaricato della riforma della previdenza sociale; Ministro incaricato della politica economica e fiscale                                                                                     |          |          | Daishiro Yamagiwa                                | R        |
| Sicurezza economica Ministro di Stato per le politiche scientifiche e tecnologiche; Ministro di Stato per le politiche spaziali |          |          | Takayuki Kobayashi                               | R        |
| Esposizione mondiale 2025 ad Osaka Ministro incaricato della visione della nazione sulla città-giardino digitale; Ministro di Stato per la strategia “Cool Japan”; Ministro incaricato del superamento del declino demografico e della rivitalizzazione dell'economia locale; Ministro incaricato della coesione sociale; Ministro di Stato per gli affari dei consumatori e la sicurezza alimentare |          |          | Kenji Wakamiya                                   | R        |
| Giochi olimpici e paralimpici di Tokyo; Ministro incaricato per la promozione della vaccinazione |          |          | Noriko Horiuchi                                  | R        |

#### Ufficio del primo ministro
| Carica                                                                                           | Titolare | Titolare | Titolare     | Titolare |
| ------------------------------------------------------------------------------------------------ | -------- | -------- | ------------ | -------- |
| Consigliere speciale del Primo ministro per la sicurezza nazionale                               |          |          | Seiji Kihara | R        |
| Consigliere speciale del Primo ministro per l’economia domestica ed altre problematiche speciali |          |          | Hideki Murai | R        |

Fonte:
- (EN) Prime Minister of Japan and His Cabinet - The Cabinet, su japan.kantei.go.jp (archiviato dall'url originale il 29 ottobre 2021).